# 西爾弗斯坦峰
78°32′51″S 85°38′57″W / 78.54750°S 85.64917°W

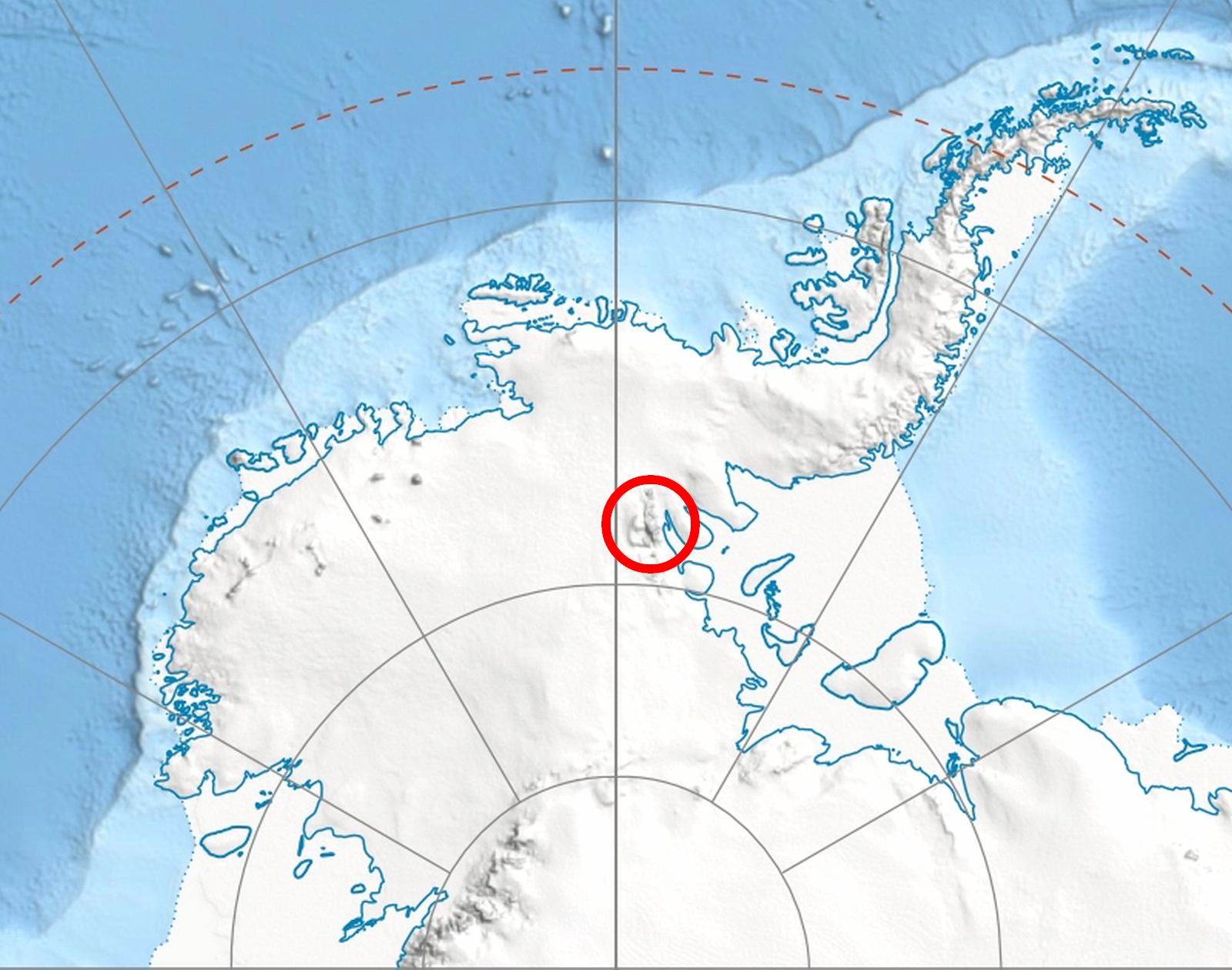

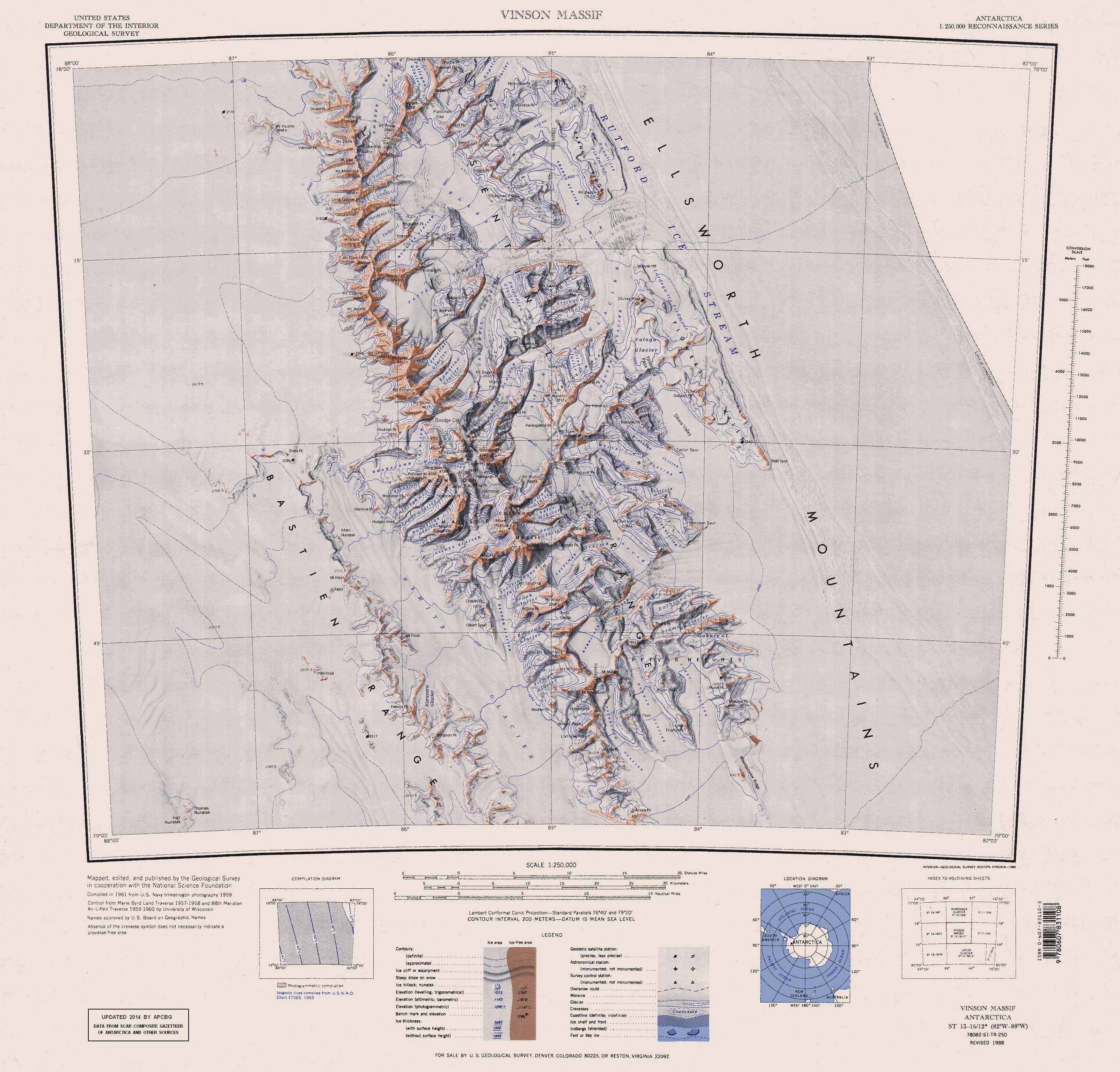

西爾弗斯坦峰是南極洲的山峰，位於埃爾斯沃思地，屬於埃爾斯沃思山脈中森蒂納爾嶺的一部分，處於溫森高原西側，海拔高度4,790米，現時由南極條約體系管理。

## 外部連結
- SCAR Composite Gazetteer of Antarctica（页面存档备份，存于）.